# Lucas Oil Raceway
De Lucas Oil Raceway is een circuit in Brownsburg, Indiana, ongeveer 16 kilometer ten westen van downtown Indianapolis. Het circuit behelst een dragstrip, oval en roadcourse. De roadcourse is niet meer in gebruik. 